# 迷你球场
迷你球场（加泰隆尼亞語發音：[ˈmini əsˈtaði]），正式命名为“Miniestadi”，是西班牙加泰罗尼亚巴塞罗那的足球场。拥有15276个座位的体育场位于巴塞罗那足球俱乐部主场诺坎普（Camp Nou）对面。该体育场是巴塞罗那B队、巴塞罗那女队和巴塞隆拿青年A隊的所在地。该体育场现在由新建的约翰·克鲁伊夫球场取代，该体育场于2019年8月27日完工。

## 球场用途
该体育场是著名加泰罗尼亚俱乐部后备队巴塞罗那B队的所在地，直到他们在2019-20赛季搬到甘伯体育城的约翰克鲁伊夫球场。
直到2007年7月巴塞隆拿C隊解散，它一直是巴塞隆拿C隊的主场。它也是NFL欧美橄榄球队巴塞罗那巨人队的所在地，直到2003年解散为止。
它偶尔也接待了安道尔足球国家队。

## 演唱会
鲍勃·迪伦（Bob Dylan）于1984年6月28日在1984年的欧洲巡回演唱中与卡洛斯·桑塔纳（Carlos Santana）一起在这里演出。
皇后乐队（Queen）在1986年8月1日的魔术之旅中在体育场表演。
大卫·鲍伊（David Bowie）于1987年7月7日至8日进行玻璃蜘蛛之旅，连续两个晚上在体育馆里表演。
埃尔顿·约翰（Elton John）于1992年7月21日在他的一次巡回演唱会中在体育馆表演。音乐会录制并发行了VHS和DVD。

## 现状
作为EspaiBarça项目的一部分，迷你球场i将被拆除，为Nou Palau Blaugrana腾出道路。新的约翰克鲁伊夫球场建在甘伯体育城内，将成为巴塞罗那后备队和女队的新家。
球场于2018-19赛季结束后拆除，约翰克鲁伊夫球场将于2019年8月27日开幕。